# Morris West

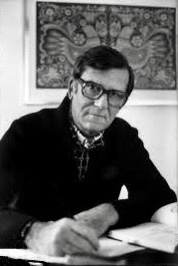
Morris West

Morris Langlo West (* 26. April 1916 in St. Kilda, Australien; † 9. Oktober 1999 in Clareville (Sydney)) war ein australischer Schriftsteller. Bis ca. 1960 publizierte er auch unter den Pseudonymen Julian Morris und Michael East.

## Leben
Morris West war das älteste Kind von sechs Kindern des Ehepaares Charles Langlo West und Florence Guilfoyle West, geb. Hanlon. Er trat unter dem Einfluss seiner Lehrer am Christian Brothers’ College in East St Kilda im Jahr 1930 in das Juniorat der römisch-katholischen Congregation of Christian Brothers in Viktoria ein. Nach einem Studium an der University of Melbourne, das West 1937 abschloss, unterrichtete er Moderne Sprachen und Mathematik an den Klosterschulen des Ordens in New South Wales. West legte ein Zeitliches Gelübde ab. Als er im Jahr 1942 das Ewige Gelübde ablegen sollte, verließ er jedoch den Orden.
1939 war West zur Armee eingezogen worden. Während des Zweiten Weltkrieges war er Leutnant der Australian Imperial Forces im Südpazifik. 1943 wurde er aus der Armee entlassen und arbeitete für kurze Zeit als Sekretär des früheren australischen Premierministers Billy Hughes –, ein Gegner der liberal-demokratischen Politiker David Lloyd George und Woodrow Wilson. Während der Armeezeit hatte Morris West ein Buch über sein Leben im Kloster geschrieben (Moon in my Pocket), das er 1945 unter dem Pseudonym Julian Morris veröffentlichte.
Von 1943 bis 1953 arbeitete West zunächst als Werbechef und dann als Direktor für den australischen Rundfunk. Er war auch Direktor einer eigenen Aufnahme- und Übertragungsgesellschaft. Nachdem er einen Zusammenbruch erlitten und für ein Jahr im Krankenhaus gelegen hatte, verkaufte er sein Unternehmen und war seit 1954 als freier Schriftsteller tätig. Es erschienen von ihm der Gedichtband The Illusionists (1955) sowie die beiden Romane Gallows on the Sand (1955) und Kundu (1956), aus deren Erlös er seine Reisen finanzieren konnte.
West verließ Australien im Jahr 1955 und lebte mehr als fünfundzwanzig Jahre in Italien, Österreich, England und den Vereinigten Staaten.
Im italienischen Sorrent hörte West von der Arbeit des katholischen Priesters Don Mario Borelli, der sich um die obdachlosen Kinder in den Slums von Neapel kümmerte. Über dieses Thema erschien 1957 Wests Buch Children of the Shadows (deutsch 1964 Die Kinder des Schattens.). Ebenfalls 1957 erschien der Roman The Big Story (in den USA unter dem Titel The Crooked Road, deutsch 1966 Die Stunde des Fremden). Danach ging West für sechs Monate für die Daily Mail als Korrespondent nach Rom. Dort sammelte er Material für seinen Roman The Devil’s Advocate, den er 1959 veröffentlichte (deutsch 1960 Des Teufels Advokat). Der Roman wurde ein internationaler Erfolg und als Des Teufels Advokat 1977 verfilmt.
Um 1982 kehrte Morris West mit seiner Familie nach Australien zurück.
Mehrere der Werke Wests, die meist um ethisch-religiöse Konflikte und politisch brisante Situationen sowie um die Rolle der katholischen Kirche kreisen, wurden erfolgreich verfilmt. Der Autor konnte mit seinen Empfehlungen die damalige Diskussion über die Änderung des Eherechts der katholischen Kirche beeinflussen.
Morris West war mit Elizabeth Harvey verheiratet. Nach der Scheidung der ersten Ehe heirateten er und Joyce Lawford im Jahr 1953. Im Alter von 83 Jahren starb Morris West an einem Herzinfarkt am Schreibtisch in seinem Haus in Clareville, einem Vorort am Meer im Norden von Sydney. Er schrieb an einem fiktiven Tagebuch Giordano Brunos, das die letzten Wochen vor dessen Hinrichtung umfasst. Das halbvollendete Buch The Last Confession („Das letzte Geständnis“) wurde 2010 postum mit einem Vorwort von Thomas Keneally veröffentlicht. Der letzte Absatz lautete: „I can write no more today … who knows to what nightmares I might wake.“ („Ich kann heute nicht weiterschreiben … wer weiß schon, welche Alpträume mich wecken werden.“)

## Auszeichnungen
- 1960: National Brotherhood Award, James Tait Black Memorial Prize und Royal Society of Literature Heinemann Award für The Devil’s Advocate
- 1978: Dag Hammarskjold Prize
- 1985: Member des Order of Australia
- 1997: Officer des Order of Australia
- 1997: Lloyd O’Neil Award

## Ehrendoktorate
- 1969: Santa Clara University/Kalifornien
- 1982: Nercy College/New York
- 1993: University of Western Sydney
- 1995: Australische National Universität in Canberra

## Zitat
„Es hat Morris L. West unglaublich geschmerzt, dass er zwar kommerziell sehr erfolgreich war..., ihm aber die kritische Anerkennung als Schriftsteller versagt blieb. Gerne wäre er wohl tatsächlich Australiens Antwort auf Graham Greene gewesen.“

## Werke

### Prosa
- Pseudonym Julian Morris: Moon in My Pocket. Novelle. Australasian Publishing, Sydney 1945.[8]
- Gallows on the Sand. Angus and Robertson, Melbourne 1956.
  - Deutsche Ausgabe: Der Schatz der Doña Lucia. Aus dem Englischen übersetzt von Karl Heinz Siber. Droemer Knaur, München 1979, ISBN 978-3-426-00594-1.
- Kundu. Dell, New York 1956.
  - Deutsche Ausgabe: Kundu. Aus dem Englischen übersetzt von Klaus Boer. Droemer Knaur, München 1983, ISBN 3-426-01030-5.
- The Big Story. William Heinemann, London 1957.
  - Deutsche Ausgabe: Die Stunde des Fremden. Aus dem Englischen übersetzt von Ernst Laue. Droemer Knaur, München 1966.
- The Second Victory. William Heinemann, London / Melbourne / Toronto 1958.
  - Deutsche Ausgabe: Der zweite Sieg. Aus dem Englischen übersetzt von Hannelore Pfeifer. Kurt Desch, München 1966.
- Pseudonym Michael East: McCreary Moves In. William Heinemann, London / Melbourne / Toronto 1958.
  - Deutsche Ausgabe: Die Konkubine. Aus dem Englischen übersetzt von Werner Peterich. Droemer Knaur, München 1977.
- The Devil’s Advocate.  William Heinemann, London / Melbourne / Toronto 1959.
  - Deutsche Ausgabe: Des Teufels Advokat. Aus dem Englischen übersetzt von Paul Baudisch. Kurt Desch, München 1960.
- Pseudonym Michael East: The Naked Country. Dell Books, New York 1960.
  - Deutsche Ausgabe: Nacktes Land. Aus dem Englischen übersetzt von Margarete Längsfeld. Droemer Knaur, München 1978, ISBN 978-3-426-00554-5.
- Daughter of Silence. William Heinemann, London / Melbourne / Toronto 1961.
  - Deutsche Ausgabe: Tochter des Schweigens. Aus dem Englischen übersetzt von Wolfgang Freitag. Droemersche Verlagsanstalt, München / Zürich 1966, ISBN 3-426-00117-9.
- The Shoes of the Fisherman. William Heinemann, London / Melbourne / Toronto 1963.
  - Deutsche Ausgabe: In den Schuhen des Fischers. Aus dem Englischen übersetzt von Ursula von Wiese. Engel Verlag, München 1964.
- The Ambassador. William Heinemann, London / Melbourne / Toronto 1965.
  - Deutsche Ausgabe: Der Botschafter. Aus dem Englischen übersetzt von Ruth Rehmann. Engel Verlag, München 1965.
- The Tower of Babel. William Morrow, New York 1968.
  - Deutsche Ausgabe: Der Turm von Babel. Aus dem Englischen übersetzt von Erika Nosbüsch. Droemer Knaur, München 1968.
- Summer of the Red Wolf. William Heinemann, London / Melbourne / Toronto 1971.
  - Deutsche Ausgabe: Der Rote Wolf. Aus dem Englischen übersetzt von Hansjürgen Wille und Barbara Klau. Kurt Desch, München 1971, ISBN 978-3-420-04635-3.
- The Salamander. Cornerstone, London 1973, ISBN 978-0-434-85912-2.
  - Deutsche Ausgabe: Der Salamander. Aus dem Englischen übersetzt von Karl Otto von Czernicki. Lingen Verlag, Köln 1973, Bestseller-Liste.[9]
- Harlequin. HarperCollins, New York 1974, ISBN 978-0-00-221331-8.
  - Deutsche Ausgabe: Harlekin. Aus dem Englischen übersetzt von Karl-Otto von Czernicki. Droemer Knaur, München 1975, ISBN 978-3-85886-039-2, Bestseller-Liste.[10]
- The Navigator. HarperCollins, New York 1976, ISBN 978-0-00-222267-9.
  - Deutsche Ausgabe: Insel der Seefahrer. Aus dem Englischen übersetzt von Werner Peterich. Droemer Knaur, München 1977, ISBN 978-3-85886-058-3.
- Proteus. Collins, New York 1979, ISBN 978-0-00-221674-6.
  - Deutsche Ausgabe: Der Fall Proteus. Aus dem Englischen übersetzt von Gisela Stege. Droemer Knaur, München 1979.
- The Clowns of God. William Morrow, New York 1981, ISBN 978-0-340-26512-3.
  - Deutsche Ausgabe: Die Gaukler Gottes. Aus dem Englischen übersetzt von Karl-Otto von Czernicki und Friderike von Czernicki. Droemer Knaur, München 1981, ISBN 978-3-85886-093-4.
- The World is Made of Glass. William Morrow, New York 1983, ISBN 978-0-688-02031-6.
  - Deutsche Ausgabe: In einer Welt von Glas. Aus dem Englischen übersetzt von Karl-Otto von Czernicki und Friderike von Czernicki. Droemer Knaur, München 1983, ISBN 978-3-426-19074-6.
- Cassidy. Doubleday, New York 1986, ISBN 978-0-385-23403-0.
  - Deutsche Ausgabe: Cassidy. Aus dem Englischen übersetzt von Karl-Otto von Czernicki. Droemer Knaur, München 1987, ISBN 978-3-426-19188-0.
- Masterclass. St. Martin’s Press, New York 1988, ISBN 978-0-09-173657-6.
  - Deutsche Ausgabe: Das Meisterwerk. Aus dem Englischen übersetzt von Dietlind Kaiser. Econ Verlag, Düsseldorf 1989, ISBN 3-430-19599-3.
- Lazarus. St. Martin’s Press, New York 1990, ISBN 978-0-312-04339-1.
  - Deutsche Ausgabe: Lazarus. Aus dem Englischen übersetzt von Dietlind Kaiser. Econ, Düsseldorf 1990.
- The Ringmaster. William Heinemann, London 1991, ISBN 978-0-434-85898-9.
  - Deutsche Ausgabe: Die Fuchsfrau. Aus dem Englischen übersetzt von Dietlind Kaiser. Econ, Düsseldorf 1992, ISBN 978-3-430-19601-7.
- The Lovers. Donald I. Fine, New York 1993.
  - Deutsche Ausgabe: Die Liebenden. Aus dem Englischen übersetzt von Dietlind Kaiser. Econ, Düsseldorf 1994, ISBN 978-3-430-19597-3.
- Vanishing Point. HarperCollins, New York 1996, ISBN 978-0-00-225547-9.
  - Deutsche Ausgabe: Der Verschwundene. Marion von Schröder, München 1996, ISBN 978-3-547-79596-7.
- Eminence. HarperCollins, Sydney 1998, ISBN 978-0-7322-6704-9.
  - Deutsche Ausgabe: Eminenz. Econ, Düsseldorf 1998, ISBN 978-3-430-19595-9.
- The Last Confession. Postum veröffentlicht und mit einem Vorwort versehen von Tom Keneally. HarperCollins, Sydney 2000, ISBN 978-0-7322-6595-3.

### Monografien
- Children of the Shadows. William Heinemann, London / Melbourne / Toronto 1957.
  - Deutsche Ausgabe: Kinder des Schattens. Hölle und Himmel von Neapel. Aus dem Englischen übersetzt von Paul Baudisch. Kurt Desch, München / Wien / Basel 1964.
- Scandal in the Assembly: A Bill of Complaints and a Proposal for Reform on the Matrimonial Laws and Tribunals of the Roman Catholic Church. Pan Macmillan, London 1970, ISBN 0-330-02592-9.
- A View from the Ridge: The Testimony of a Twentieth-century Christian. HarperCollins, Sydney 1996, ISBN 0-7322-5757-3.
- Images and Inscriptions. Selected and arranged by Beryl Barraclough. HarperCollins, Sydney 1997, ISBN 0-7322-5827-8.

### Radioserien
- 1945: The Mask of Marius Melville.[11]
- 1951: The Prince of Peace.
- 1953: Trumpets in the Dawn.

### Theateradaptationen
- 1955: The Illusionists.[12]
- 1961: The Devil’s Advocate.
- 1962: Daughter of Silence.
- 1969: The Heretic.
- 1982: The World is Made of Glass.

## Verfilmungen
- 1965: Einmal wird abgerechnet (The crooked Road) mit Stewart Granger, Robert Ryan und Nadia Gray
- 1968: In den Schuhen des Fischers (The Shoes of the Fisherman)
- 1977: Des Teufels Advokat (The Devil's Advocate) mit John Mills
- 1981: Kennwort: Salamander (The Salamander) mit Franco Nero, Anthony Quinn und Martin Balsam
- 1984: Nacktes Land (The Naked Country) mit John Stanton und Rebecca Gilling
- 1986: Die Narbe oder Der Zweite Sieg (The second Victory) mit Anthony Andrews, Helmut Griem und Mario Adorf
- 1989: Cassidy (Fernsehfilm, nicht in Deutschland veröffentlicht) mit Bill Hunter und Caroline Goodall